# قائمة زملاء الجمعية الملكية المنتخبين في 2001
هذه الصفحة تعرض قائمة زملاء الجمعية الملكية المُنتخبين لعام 2001.

## الزملاء
- Peter Gluckman [الإنجليزية]‏
- ديفيد شيندلر
- Brigid Hogan [الإنجليزية]‏
- David Attwell [الإنجليزية]‏
- Roger Ekins [الإنجليزية]‏
- آلن سانديغ
- Geoffrey Raisman [الإنجليزية]‏
- كيث بيرنت
- Dale Sanders [الإنجليزية]‏
- Mandyam Veerambudi Srinivasan [الإنجليزية]‏
- Marc Tessier-Lavigne [الإنجليزية]‏
- مايكل لويت
- تيم بيرنرز لي
- ديفيد بولكومب
- John Beddington [الإنجليزية]‏
- أدريان سميث [الإنجليزية]‏
- Sheila Sherlock [الإنجليزية]‏
- Robert J. Birgeneau [الإنجليزية]‏
- ريتشارد دوكينز
- Shrinivas Kulkarni [الإنجليزية]‏
- Nicholas Kester Tonks [الإنجليزية]‏
- Brian Eyre [الإنجليزية]‏
- Bruce Ponder [الإنجليزية]‏
- Frances Kirwan [الإنجليزية]‏
- Paul Madden (chemist) [الإنجليزية]‏
- George M. Sheldrick [الإنجليزية]‏
- Graham Collingridge [الإنجليزية]‏
- Hugh Bostock [الإنجليزية]‏
- Robin Lovell-Badge [الإنجليزية]‏
- تشارلز جودفراي
- Anthony G. Evans [الإنجليزية]‏
- باتريك مور
- يان ستيوارت
- W. G. Unruh [الإنجليزية]‏
- جيمس فرانكلين كرو
- باول كالاغان
- Mike Paterson [الإنجليزية]‏

## الأعضاء الأجانب
- Clara Franzini-Armstrong [الإنجليزية]‏